# Chiesa di San Giacomo Maggiore Apostolo (Poviglio)
La chiesa di San Giacomo Maggiore Apostolo è la parrocchiale di Fodico, frazione del comune italiano di Poviglio in provincia di Reggio Emilia. Appartiene al vicariato della Pianura nella diocesi di Reggio Emilia-Guastalla. Il primo luogo di culto risale al XII secolo.

## Storia

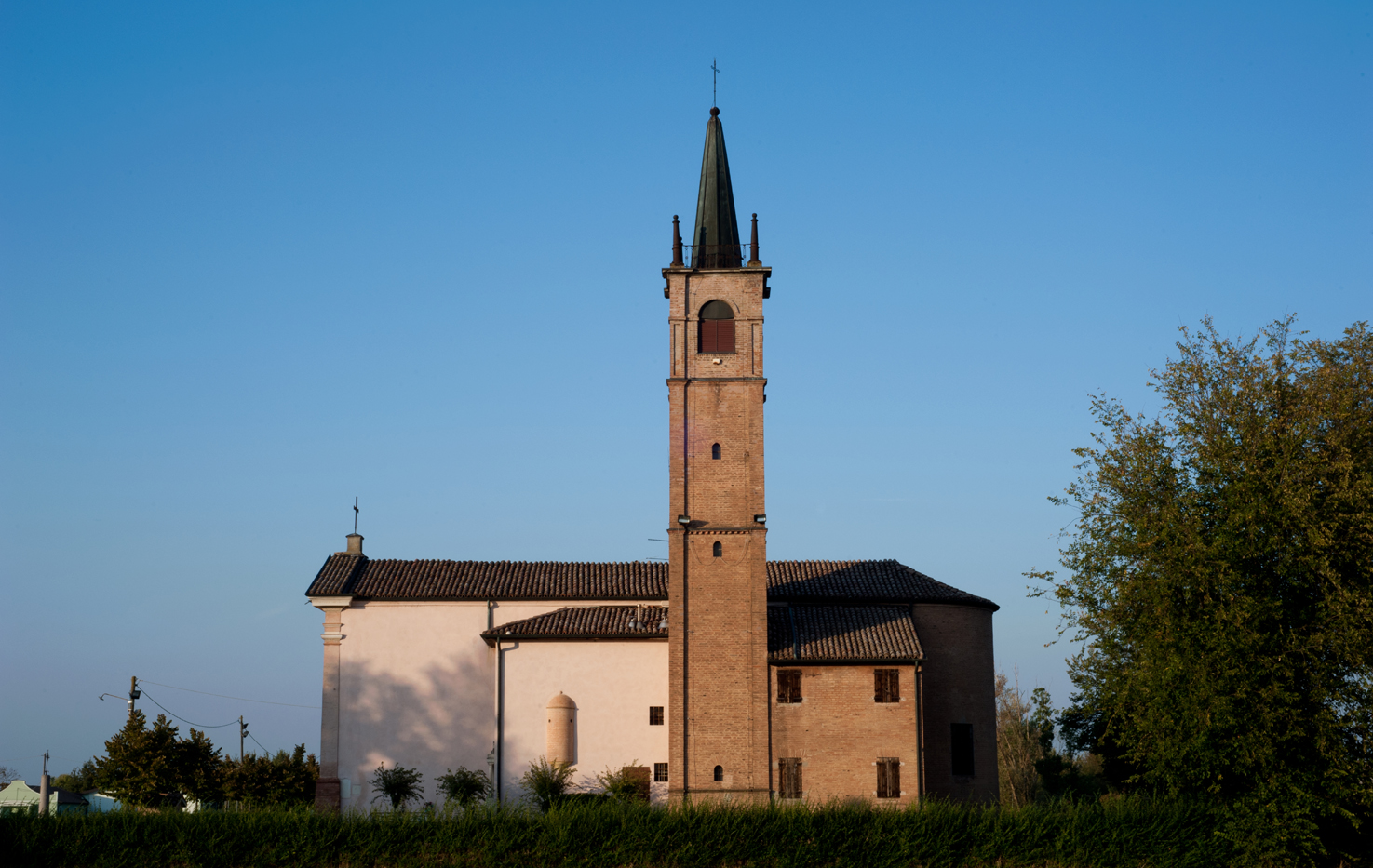
Chiesa di San Giacomo Maggiore Apostolo, lato destro con torre campanaria

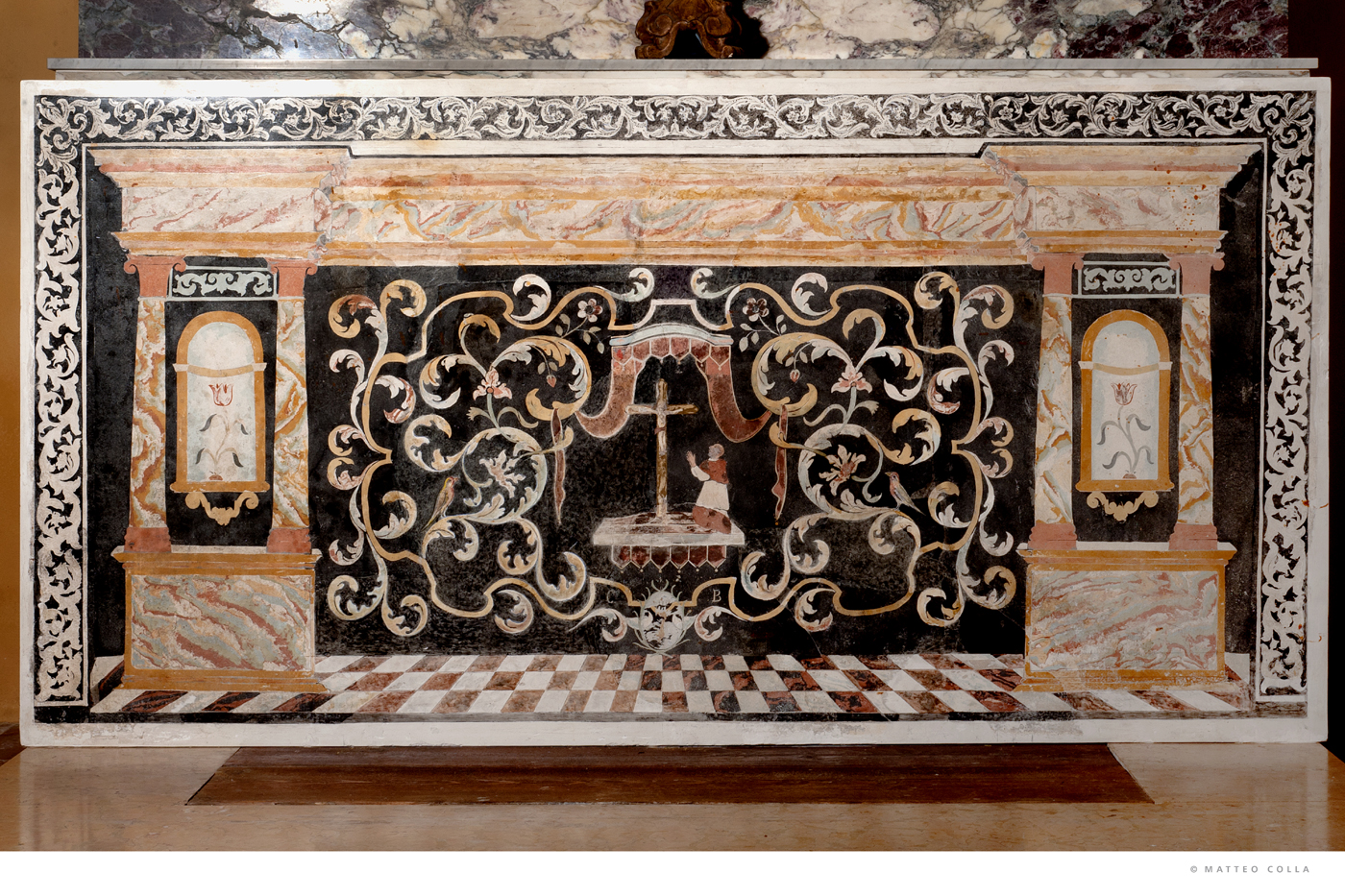
Paliotto policromo realizzato in scagliola e risalente al XVIII secolo raffigurante San Carlo che adora il Crocefisso

Fodico è la più antica frazione del comune di Poviglio, legata storicamente alla Terramara di Santa Rosa ed esiste l'ipotesi che la chiesa sia stata edificata su una lieve altura formata da una terramara. L'edificazione potrebbe essere stata realizzata attorno al 1100 e una scritta in latino sul portale di accesso riferisce esattamente che venne costruita sette secoli prima poi restaurata ed ampliata nel 1763. A quella data infatti il luogo di culto fu oggetto di un importante intervento che portò anche alla modifica dell'orientamento del tempio con conseguente costruzione della nuova facciata secondo lo stile neoclassico e fu a lungo legata alla pieve di Poviglio e rientrò in questo modo nella diocesi di Parma. Le altre parti del complesso, come la torre campanaria, la sagrestia e la parte del coro nella sala vennero resturate e rimaneggiate nel 1885. Tra il 1938 e il 1950 vennero sostituiti i vecchi altari laterali con nuovi in marmo inoltre furono rifatte le pavimentazioni, furono ritoccate le decorazioni interne e fu posata la nuova balaustra. Dopo l'alluvione del 1951 fu necessario intervenire con le opere di restauro. Dal 1965 circa fo oggetto di diversi interventi per la sua manutenzione col rifacimento di alcune parti interne ed esterne. La copertura del tetto venne rifatta ma vennero reimpiegati i vecchi coppi in laterizio costruiti a mano. Nel 2000 è stata ritoccata la facciata con una nuova tinteggiatura.

## Descrizione

### Esterni
La chiesa si trova nell'abitato di Fodico, frazione di Poviglio in provincia di Reggio Emilia. La facciata in stile neoclassico è caratterizzata da due coppie di paraste in stile dorico che reggono il grande frontone triangolare. Il portale di accesso è architravato ed è sormontato dalla grande finestra a lunetta che porta luce alla sala. Il campanile si alza in posizione arretrata sulla destra e la sua cella si apre con quattro finestre a monofora. Dal punto di vista delle rifiniture delle pareti esterne l'edificio della chiesa è in intonaco tinteggiato mentre la torre campanaria, la sagrestia e la zona absidale sono in mattoni di cotto a vista.

### Interni
La navata della sala è unica, divisa in tre campate ed ampliata da due grandi cappelle laperali ognuna dotata di altare. Il fonte battesimale si trova vicino all'ingresso, alla sinistra. La cantoria si trova in posizione mediana e sostiene l'organo a canne del XVIII secolo. Il presbiterio è leggermente rialzato e conserva l'antico altare maggiore ligneo scolpito e dorato con un paliotto policromo realizzato in scagliola e risalente al XVIII secolo raffigurante San Carlo che adora il Crocefisso. Le coperture della sala, navata e presbiterio, sono con volta a crociera. Nella sala si conserva il Crocefisso attribuito alla scuola di Guido Reni. L'adeguamento liturgico si è concluso nel 1980.